# Inundación de Europa central de 1997
La inundación de Europa central de 1997 o la inundación del Oder de 1997 de las cuencas de los ríos Oder y Morava, en julio de 1997, afectó a Polonia, Alemania y la República Checa, cobrándose la vida de unas 114 personas. (en la República Checa y Polonia) y causando daños materiales estimados en 4.500 millones de dólares (3.800 millones de euros en la República Checa y Polonia y 330 millones de euros en Alemania). Las inundaciones comenzaron en la República Checa y luego se extendieron a Polonia y Alemania. En Polonia, donde fue una de las inundaciones más desastrosas de la historia de ese país, fue denominada la Inundación del Milenio (Powódź tysiąclecia).  El término también se utilizó en Alemania (Jahrtausendflut).  La inundación también ha sido denominada la Gran Inundación de 1997.

## Causas
El suroeste de Polonia y el norte de la República Checa experimentaron dos períodos de grandes lluvias, el primero entre el 3 y el 10 de julio y el segundo entre el 17 y el 22 de julio. Las precipitaciones fueron causadas por un sistema de baja presión llamado Depresión de Génova, que se trasladó desde el norte de Italia a Moravia y Polonia. El acontecimiento inusual se produjo cuando quedó bloqueado un campo de mayor presión atmosférica entre las Islas Azores y Escandinavia. El centro de baja presión permaneció sobre el sur de Polonia durante un largo período de tiempo.
Las precipitaciones fueron muy elevadas, de 300 a 600 milímetros (12-24 pulgadas), y correspondieron al promedio de varios meses de precipitaciones durante unos pocos días. Los niveles de agua se elevaron de 2 a 3 m por encima de los promedios registrados anteriormente y fueron tan altos que hicieron que el agua fluyera sobre los postes de medición existentes. Fue una de las lluvias más fuertes registradas en la historia mundial. Se denominó la Inundación del Milenio porque la probabilidad de que se produjera una inundación de este tipo en un año determinado se estimó en un 0,1%.

## Inundaciones

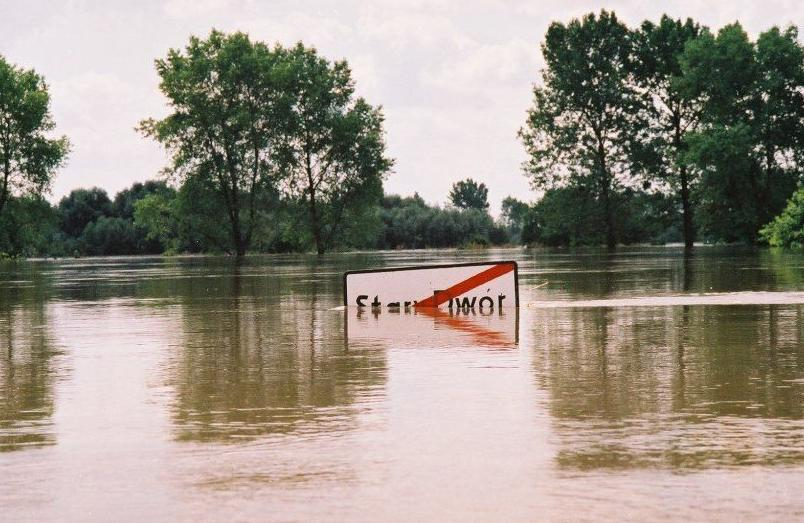
Señal de salida de la localidad de Stary Dwór, condado de Wołów, Polonia

Las inundaciones comenzaron el 5 de julio en la República Checa y se extendieron a Polonia el 6 de julio. Esas primeras inundaciones fueron inundaciones repentinas muy rápidas (los niveles de agua subieron hasta cuatro metros en medio día). En Polonia, los primeros asentamientos inundados se ubicaron en los alrededores de Prudnik y Głuchołazy, y fueron visitados por el Primer Ministro polaco Włodzimierz Cimoszewicz el 7 de julio. Las inundaciones se extendieron rápidamente de Chałupki a Racibórz. En Kłodzko se derrumbaron varios edificios que databan de unos pocos cientos de años; el 8 de julio la inundación llegó a Krapkowice. En la segunda etapa de la inundación, la ola de la crecida bajó por el río Oder, sumergiendo sucesivas ciudades de la zona. El 10 de julio se inundó la orilla izquierda del Opole, el 12 de julio Breslavia y Rybnik, y poco después Głogów. La subida de las aguas se ralentizó cuando llegaron a la frontera polaco-alemana (la línea Oder-Neisse), lo que dio más tiempo para los preparativos; los daños fueron, pues, mucho menores.
El 18 de julio, el presidente polaco Aleksander Kwaśniewski declaró un día de luto nacional.

## Niveles del agua

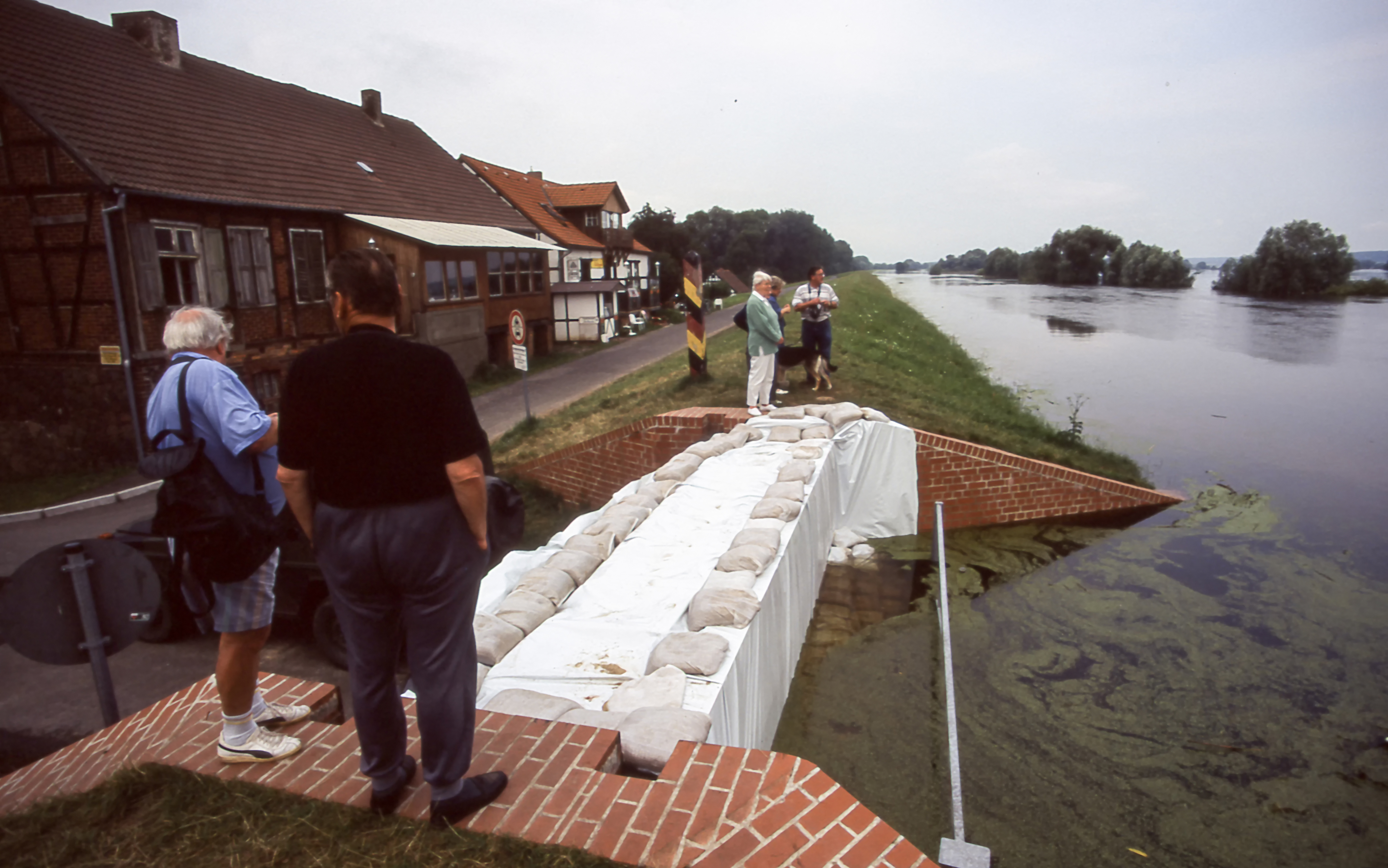
Zollbrücke, Alemania

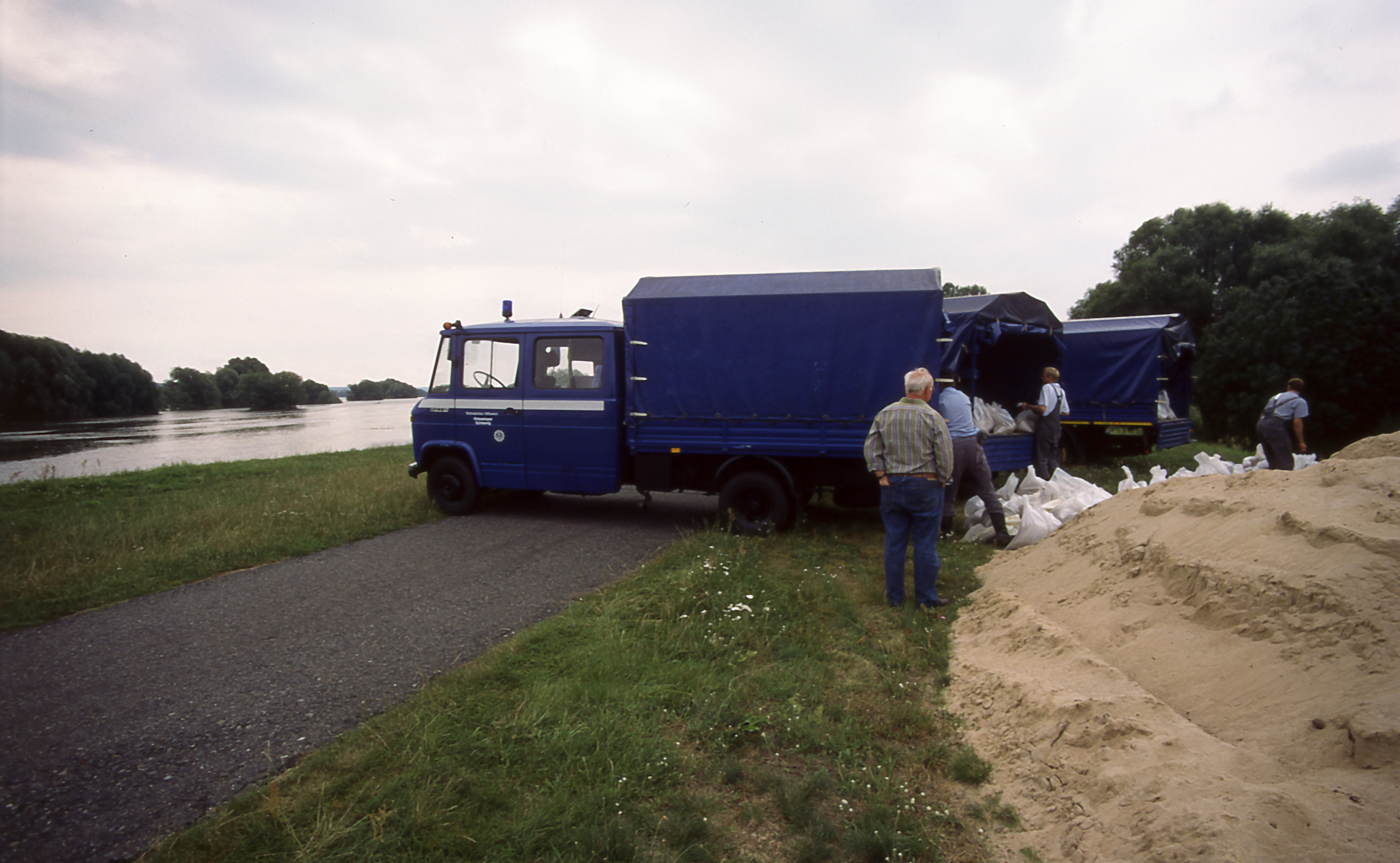
Hohensaaten, Alemania

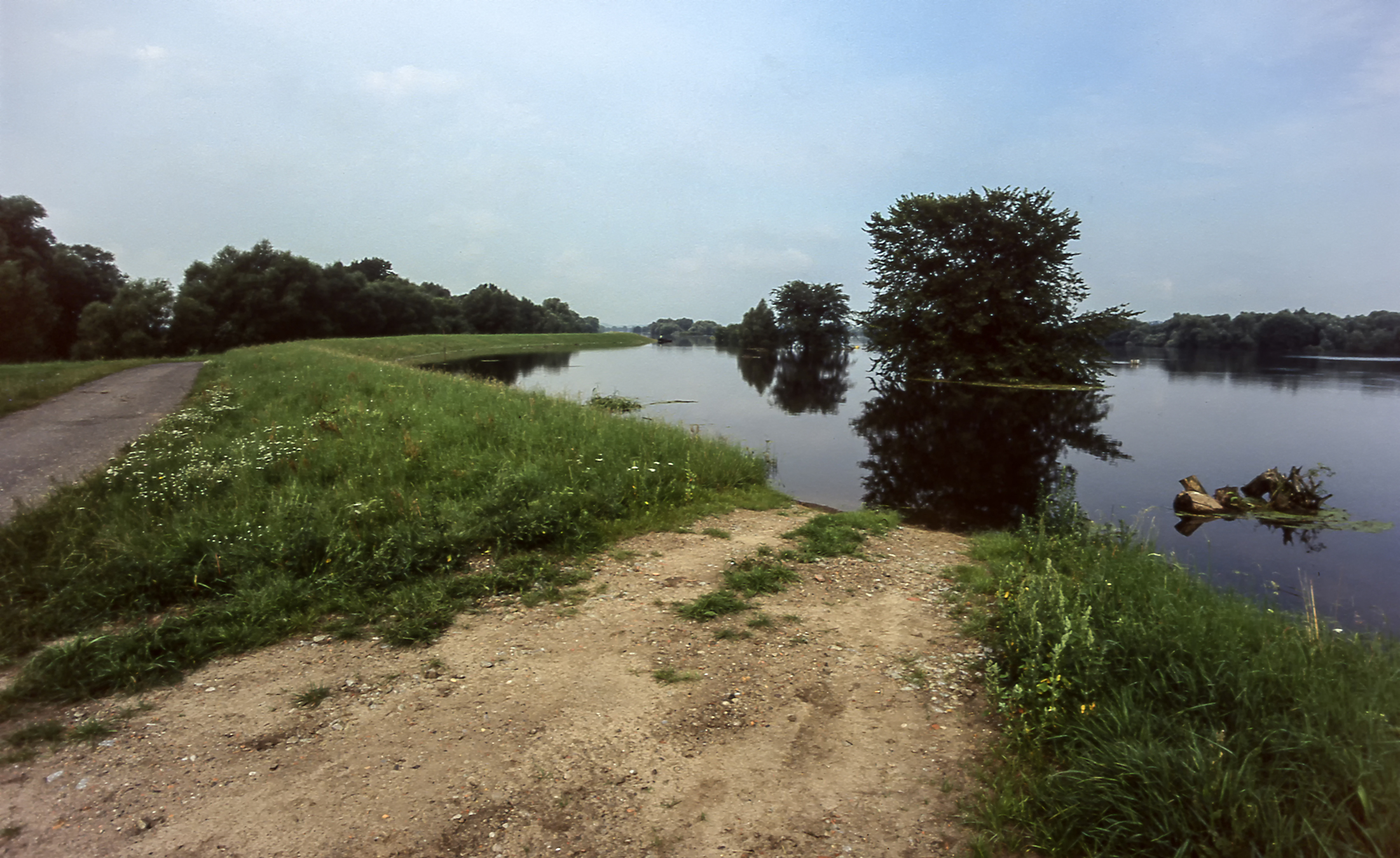
Hohenwutzen, Alemania

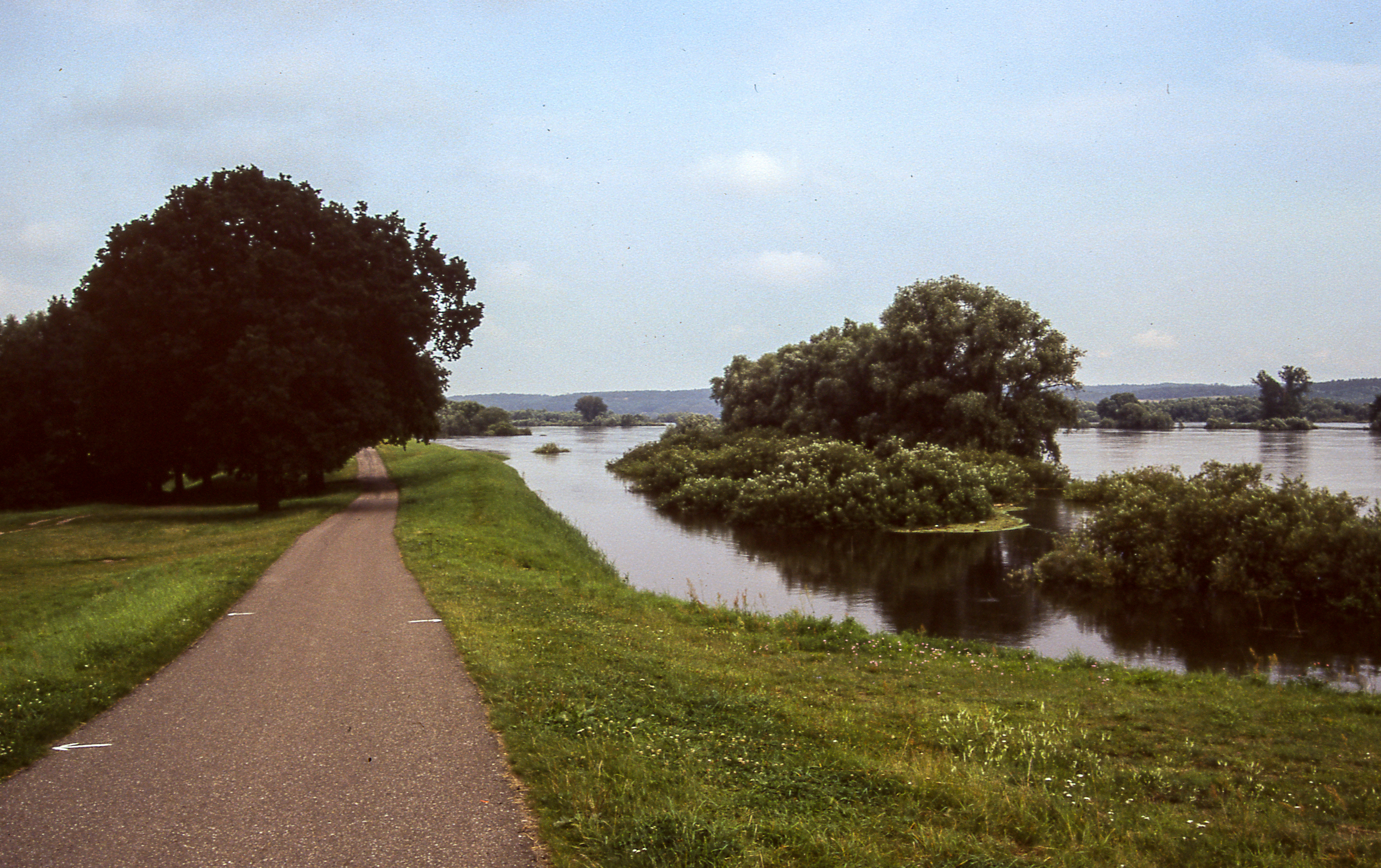
Siekierki, Polonia

Niveles de agua registrados en el río Oder en el período de inundación:

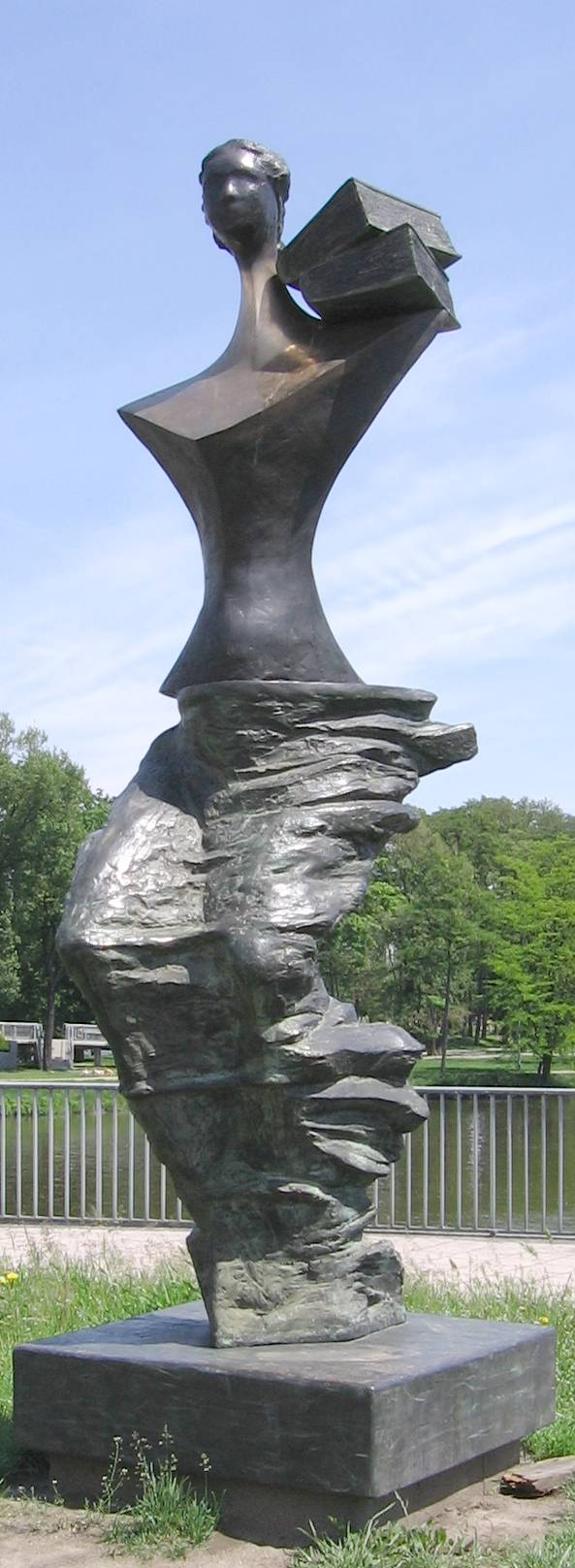
El monumento a la "Inundación" en Wrocław, que muestra a una mujer salvando libros

| Ubicación                                       | Oder - km | Nivel máximo de agua (cm) | Fecha                                     |
| ----------------------------------------------- | --------- | ------------------------- | ----------------------------------------- |
| Racibórz Miedonia (Polonia)                     | 55.5      | 1045                      | 9 de julio de 1997                        |
| Ujście Nysy (Polonia)                           | 180.5     | 768                       | 10 de julio de 1997                       |
| Rędzin (Polonia)                                | 261.1     | 1030                      | 13 de julio de 1997                       |
| Brzeg Dolny (Polonia)                           | 284.7     | 970                       | 13 de julio de 1997 – 14 de julio de 1997 |
| Malczyce (Polonia)                              | 304.8     | 792                       | 14 de julio de 1997 – 15 de julio de 1997 |
| Ścinawa (Polonia)                               | 331.9     | 732                       | 15 de julio de 1997                       |
| Głogów (Polonia)                                | 392.9     | 712                       | 16 de julio de 1997                       |
| Nowa Sól (Polonia)                              | 429.8     | 681                       | 16 de julio de 1997                       |
| Cigacice (Polonia)                              | 471.3     | 682                       | 19 de julio de 1997                       |
| Połęcko (Polonia)                               | 530.3     | 595                       | 24 de julio de 1997                       |
| Ratzdorf Alemania                               | 542.5     | 691                       | 24 de julio de 1997                       |
| Eisenhüttenstadt Alemania                       | 554.1     | 717                       | 24 de julio de 1997                       |
| Frankfurt/Oder Alemania                         | 584.0     | 657-656                   | 27 de julio de 1997                       |
| Słubice Polonia                                 | 584.1     | 637                       | 27 de julio de 1997                       |
| Kietz Alemania                                  | 614.8     | 653                       | 27 de julio de 1997 – 28 de julio de 1997 |
| Kienitz Alemania                                | 633.0     | 628                       | 24 de julio de 1997                       |
| Gozdowice Polonia                               | 645.3     | 659                       | 31 de julio de 1997 – 1 de julio de 1997  |
| Hohensaaten-Finow Alemania                      | 664.9     | 729                       | 31 de julio de 1997                       |
| Hohensaaten Alemania Ostschleuse OP (Oderseite) | 667.2     | 805                       | 31 de julio de 1997                       |
| Bielinek Polonia                                | 673.5     | 712                       | 31 de julio de 1997 – 1 de agosto de 1997 |
| Stützkow Alemania                               | 680.5     | 1009                      | 29 de julio de 1997                       |
| Schwedt Alemania Oderbrücke                     | 690.6     | 886                       | 2 de agosto de 1997                       |
| Schwedt Alemania Schleuse OP (Oderseite)        | 697.0     | 840                       | 1 de agosto de 1997 – 2 de agosto de 1997 |
| Widuchowa Polonia                               | 701.8     | 760                       | 2 de agosto de 1997 – 3 de agosto de 1997 |
| Gartz (Oder) Alemania                           | 8.0       | 698                       | 1 de agosto de 1997 – 2 de agosto de 1997 |
| Mescherin Alemania                              | 14.1      | 672                       | 3 de agosto de 1997                       |
| Gryfino Polonia                                 | 718.5     | 649                       | 3 de agosto de 1997                       |
| Ückermünde Alemania                             | Oderhaff  | 536                       | 6 de agosto de 1997                       |

## Muertes y daños

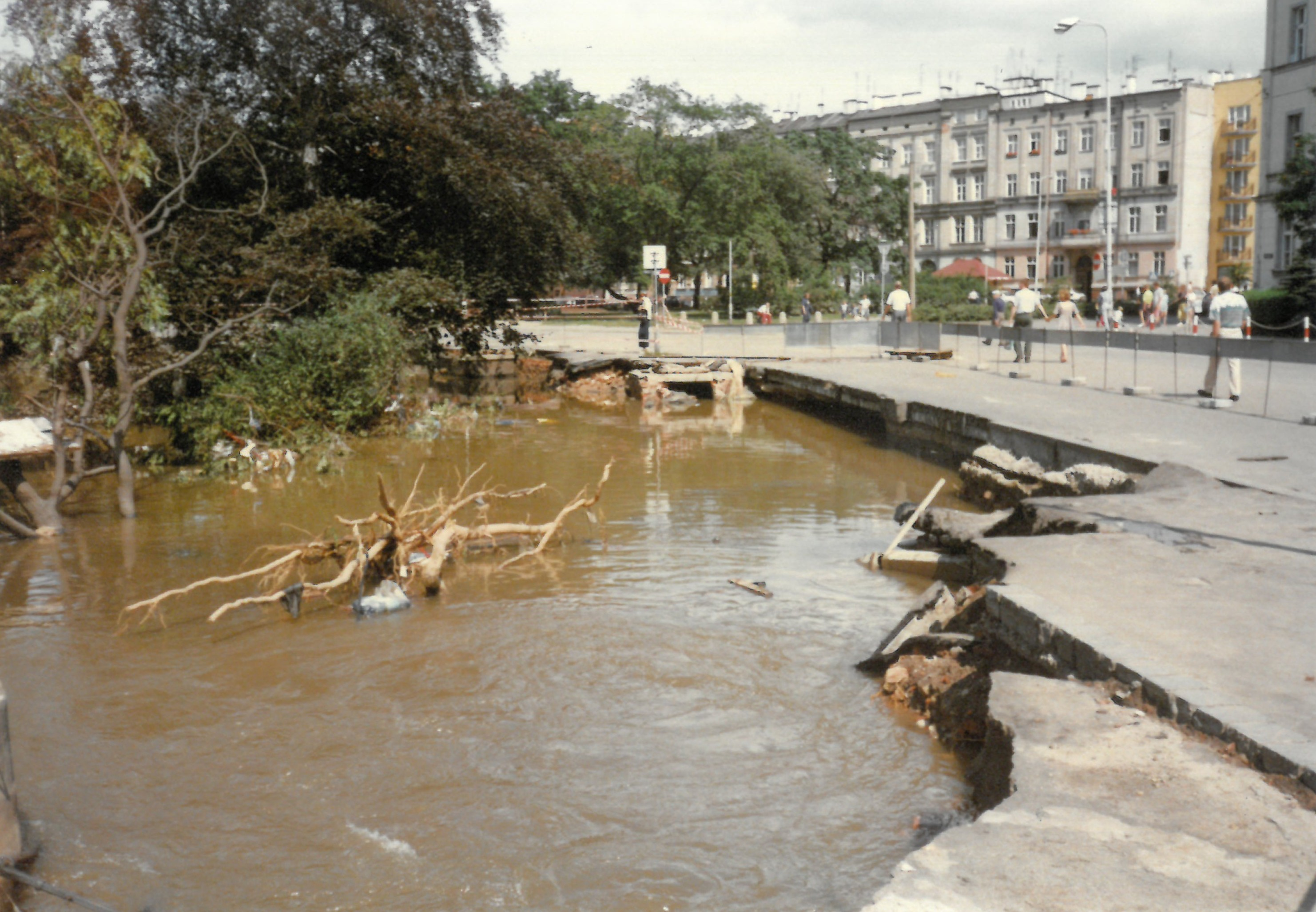
Wroclaw, Polonia. Julio de 1997. Consecuencias de las inundaciones. Calle Podwale cerca de Krasińskiego, Dąbrowskiego y el cruce de la calle Komuna Paryska. Lado izquierdo de la foto - foso de la ciudad.

La inundación causó la muerte de 76 personas (56 en Polonia, 20 en la República Checa) y daños materiales estimados en 4.500 millones de dólares (3.800 millones de euros en la República Checa y Polonia y 330 millones de euros en Alemania).
En Polonia, se estima que 7.000 personas perdieron todas sus posesiones. 9.000 empresas privadas fueron afectadas y 680.000 casas fueron dañadas o destruidas. La inundación también dañó 843 escuelas (100 destruidas), 4.000 puentes (45 destruidos), 14.400 km de carreteras y 2.000 km de vías férreas. En total, se vieron afectadas 665.835 hectáreas en Polonia (se calcula que el 2% del territorio total de Polonia).  Las pérdidas se estimaron en 63.000 millones de zlotys polacos (o 2.300 a 3.500 millones de dólares de los EE. UU. en los niveles de 1997). La ciudad de Kłodzko sufrió daños equivalentes a 50 años de su presupuesto anual.
En la República Checa, hubo 50 muertes (otra fuente da 60).  2151 pisos y 48 puentes fueron destruidos. 538 pueblos y ciudades fueron afectados. Las pérdidas se estimaron en 63.000 millones de coronas checas. La ciudad de Troubky fue la más afectada.
En Alemania no hubo muertes.

## Respuestas
Se criticaron las respuestas de los gobiernos de la República Checa y Polonia. La inundación puso de manifiesto diversas deficiencias en la adopción de decisiones y en la infraestructura, aunque algunos consideraron que la magnitud sin precedentes del desastre era un factor atenuante.
Numerosas organizaciones benéficas prestaron ayuda a los afectados por las inundaciones.